# قاعدة هوكل

تمثل حلقة البنزين أشهر الأمثلة على المركب العطري الذي يحقق قاعدة هوكل، حيث يوجد 6 إلكترونات غير متموضعة بالتالي تحقق القاعدة (4n + 2, n = 1).

في الكيمياء العضوية قاعدة هوكل يمكن استخدامها لمعرفة ما إذا كان الجزيء الذي به حلقة مسطحة (أو أكثر) سيكون عطري أم لا. وصيغة قاعدة هوكل: 4n + 2 (حيث n تساوى الصفر، أو أي عدد صحيح موجب).
وقد تم صياغة هذه القاعدة الكيميائي الفيزيائي الألماني إريش هوكل Erich Hückel في عام 1931. ويصبح الجزيء أروماتي عندما يتبع قاعدة هوكل، عندما يكون عدد الإلكترونات باي مساويا 4n + 2.
ولا تصلح قاعدة هوكل لعديد من المركبات التي تحتوى على أكثر من ثلاث نويات أروماتية مندمجة معا في شكل حلقي مثل البيرين Pyrene كورونين Coronene.
وهناك طريقة أكثر دقة لمعرفة ما إذا كان الجزيء الحلقي أروماتي أم لا، وهي طريقة بارسي-بار-بوبيه Pariser–Parr–Pople method.

## اقرأ أيضاً
- ضد عطرية